# Lockheed L-188 Electra
Lockheed L-188 Electra – czterosilnikowy samolot pasażerski produkowany przez amerykańską wytwórnię Lockheed na przełomie lat 50. i 60. XX wieku. Jest to pierwszy duży samolot pasażerski z napędem turbośmigłowym produkowany w Stanach Zjednoczonych. Na jego bazie skonstruowano morski samolot rozpoznawczy i patrolowy Lockheed P-3 Orion.
Początkowo sprzedaż maszyny była dobra, jednak po dwóch katastrofach, które wymusiły na producencie wprowadzenie kosztownego programu, mającego na celu usunięcie wad konstrukcyjnych, nie zamówiono już ani jednego egzemplarza. Wkrótce samolot został wyparty z rynku przez samoloty odrzutowe, mimo to wiele maszyn zostało przebudowanych na transportowe i wciąż pełniły różne funkcje w liniach lotniczych.

## Projekt i rozwój
W latach 50. XX wieku wytwórnia Lockheed Corporation miała ugruntowaną pozycję na rynku po sukcesie Lockheed Constellation, czterosilnikowego samolotu wyprodukowanego w 856 egzemplarzach, popularnego zarówno w lotnictwie cywilnym jak i wojskowym. W tamtym czasie przedstawiciele linii Capital Airlines (w 1961 roku połączone z United Airlines) wystosowali prośbę do producenta, o opracowanie projektu samolotu z napędem turbośmigłowym. Wobec braku zainteresowania ze strony innych amerykańskich przewoźników inżynierowie Lockheed nie podjęli wyzwania, a Capital Airlines zamówiły 60 brytyjskich maszyn Vickers Viscount.
Przedstawiciele American Airlines ponowili swoje zapytanie w nieco zmienionej formie - specyfikacja obejmowała czterosilnikowy samolot o zasięgu 3220 kilometrów zdolny przewozić 75 pasażerów. Inżynierowie Lockheed, wychodząc naprzeciw zapotrzebowaniom amerykańskiego przewoźnika, przedstawili projekt CL-310, napędzanego czterema silnikami Rolls-Royce Dart lub Napier Eland. Spotkał się on z aprobatą American Airlines, z kolei Eastern Airlines zgłosiły zapotrzebowanie na samolot o większym zasięgu i zdolnego przewozić większą liczbę pasażerów (85-90). Wytwórnia Lockheed zmodyfikowała projekt powiększając maszynę na tyle by można było zamontować silniki Allison 501-D13 (cywilna wersja silników skonstruowanych dla wojskowego Lockheed C-130 Hercules).
Projekt wszedł na rynek jako Model 188 wraz z zamówieniem przez American Airlines 35 egzemplarzy 8 czerwca 1955. 27 września tego samego roku Eastern Airlines zamówiły 40 maszyn Lockheed L-188 Electra. Zbudowanie pierwszego egzemplarza zajęło producentowi ponad 2 lata, w tym czasie zamówiono już 129 maszyn tego typu. Prototyp, oznaczony jako 188A, wykonał swój pierwszy lot 6 grudnia 1957 roku. Pierwsza dostawa miała miejsce 8 października 1958 roku (Eastern Airlines), jednak samolot rozpoczął loty dopiero w styczniu 1959 roku.
W 1957 roku marynarka Stanów Zjednoczonych zgłosiła zapotrzebowanie na zaawansowany morski samolot zwiadowczy. Przedstawiciele Lockheed zaproponowali wersję bazującą na pasażerskim L-188, który wszedł na linię produkcyjną pod nazwą P-3 Orion. Osiągnął on znacznie większy sukces niż Electra, pozostając w służbie prawie 50 kolejnych lat.

## Warianty
» L-188A - Pierwotna wersja produkcyjna;

» L-188AF - (ang. All Freight) wersja towarowa;

» L-188PF - (ang. Passenger-Freight) wersja pasażersko-towarowa;

» L-188C - wersja o przedłużonym zasięgu, zwiększonej pojemności zbiorników paliwa i zwiększonej maksymalnej masie startowej;

» L-188CF - towarowa wersja L-188C;

» YP-3A Orion - przedprodukcyjna, testowa wersja Oriona P-3.

## Odbiorcy

### Cywilni
Australia
- Ansett Airlines
- Qantas
- Trans Australia Airlines

 Austria
- Amerer Air

 Boliwia
- Lloyd Aéreo Boliviano

 Brazylia
- VARIG

 Kanada
- Air Spray
- Buffalo Airways
- Conair Group
- Northwest Territorial Airways
- Nordair
- SAM Colombia
- AeroCóndor

 Kongo
- Trans Service Airlift

 Kostaryka
- Lacsa

 Ekwador
- Ecuatoriana de Aviación

 Salwador
- TACA Airlines

 Gujana
- Guyana Airways

 Honduras
- SAHSA

 Hongkong
- Cathay Pacific

 Indonezja
- Garuda Indonesia Airlines
- Mandala Airlines

 Irlandia
- Hunting Cargo Airlines

 Laos
- Royal Air Lao

 Meksyk
- Banco de México

 Holandia
- KLM

 Antyle Holenderskie
- Air ALM

 Norwegia
- Fred Olsen Air Transport

 Nowa Zelandia
- Air New Zealand
- TEAL

 Panama
- Copa Airlines

 Paragwaj
- Líneas Aéreas Paraguayas

 Peru
- Líneas Aéreas Nacionales SA

 Filipiny
- Air Manila International

 Szwecja
- Falcon Air

 Tajwan
- Winner Airways

 Wielka Brytania
- Air Bridge Carriers
- Atlantic Airlines
- Channel Express

 Stany Zjednoczone
- Air California
- Air Florida
- Air Holiday
- American Airlines
- Braniff Airways
- Denver Ports of Call
- Eastern Air Lines
- Evergreen International Airlines
- Federal Aviation Administration
- Fairbanks Air Service
- Reeve Aleutian Airways
- Great Northern Airlines
- Hawaiian Airlines
- Intermountain Airlines
- Johnson International Airlines
- McCulloch International Airlines
- NASA
- National Airlines
- Northwest Orient
- Overseas National Airways
- Pacific Southwest Airlines
- Saturn Airways
- Shillelagh Travel Club
- Southeast Airlines
- TPI International Airways
- Western Air Lines
- Zantop International Airlines

 Zair
- Karibu Airways
- Trans Service Airlift

### Wojskowi
Siły zbrojne następujących krajów weszły w posiadanie samolotów Lockheed L-188 Electra:
- Argentyna
- Boliwia
- Ekwador
- Honduras
- Meksyk
- Panama

## Wypadki
- Katastrofa lotu LANSA 508
- Katastrofa lotu American Flyers Airline 280
- Katastrofa Lockheeda L-188C Electry koło Jamby
- Incydent w czasie lotu Reeve Aleutian Airways 08